# 國立勞動大學
國立勞動大學的前身即為上海大學，是中華民國大陸時期上海的一所大學。

## 历史
成立於1927年4月；後於1932年一二八事變校舍被毀後，於同年6月7日明令停辦撤校。位於上海閘北青島路青雲坊的該校，不但是國民政府於上海的第一座國立學校，也為中國重要城市中首見。
歷任校長為易培基、王景岐兩位。
1932年，教育部長朱家驊將國立勞動大學和西安的西北農業專科學校合併。

## 圖像[2]

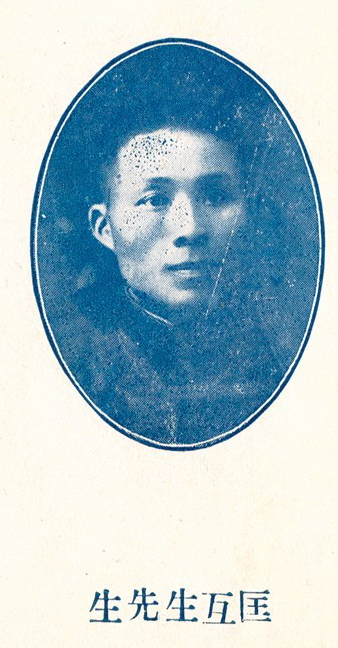
匡互生
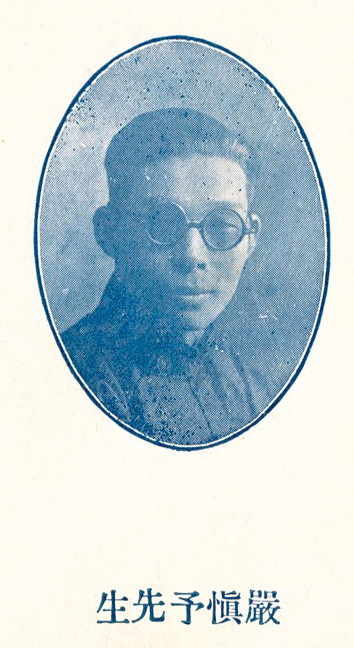
嚴慎予
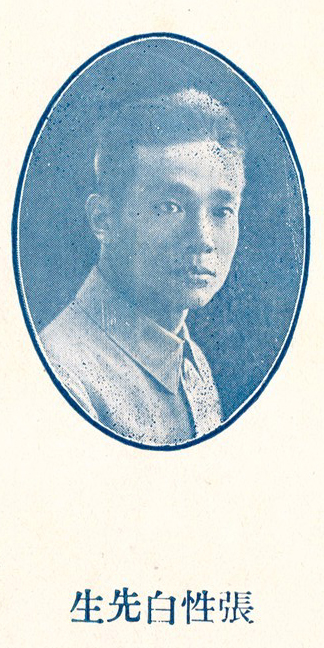
張性白
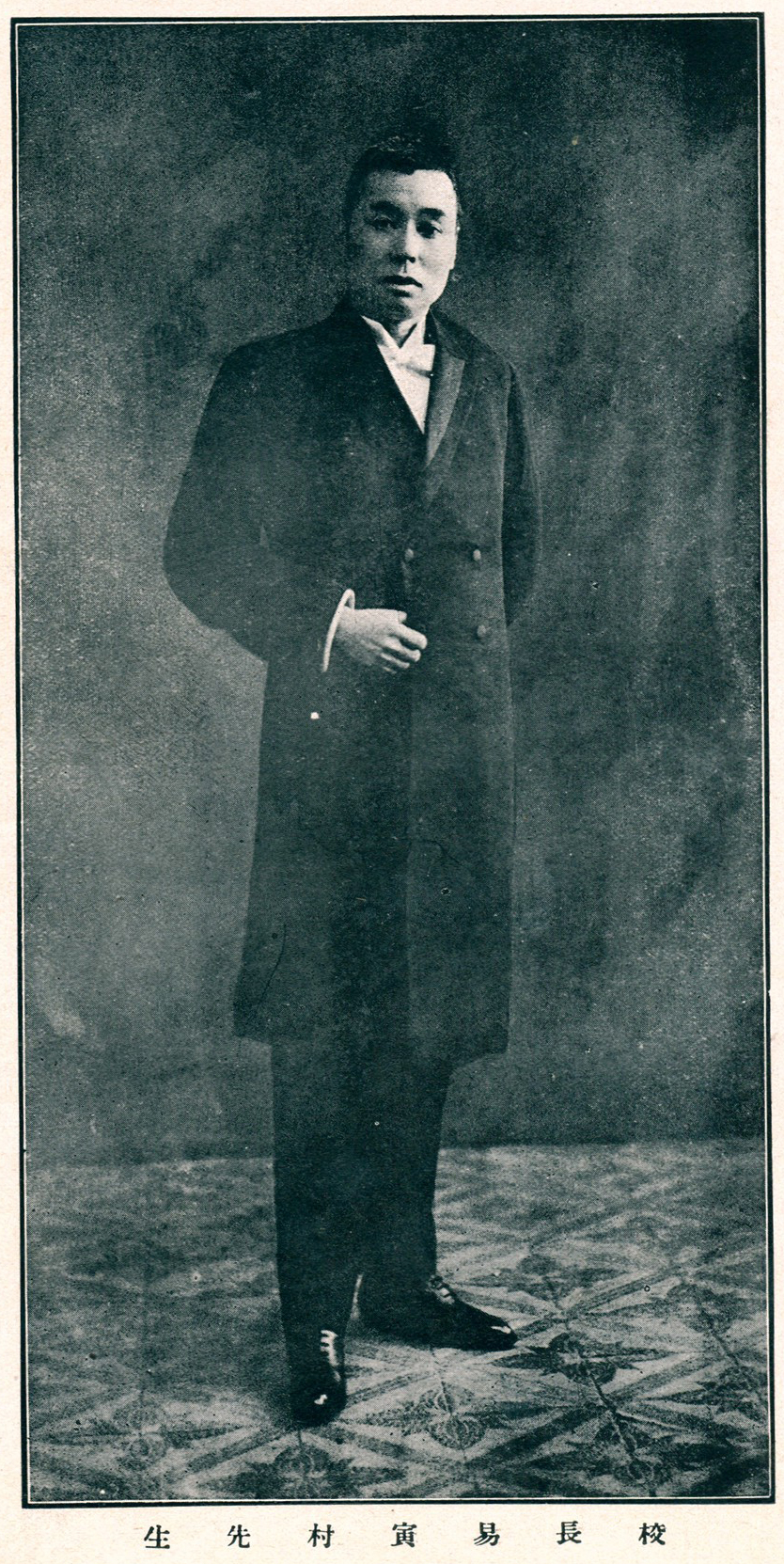
易寅村
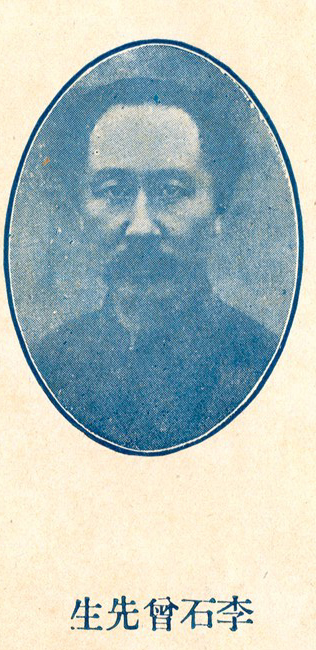
李石曾
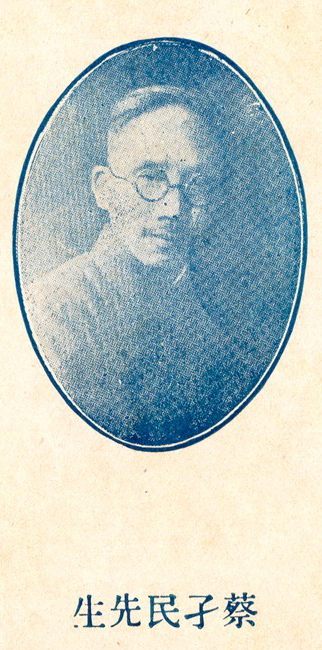
蔡孑民
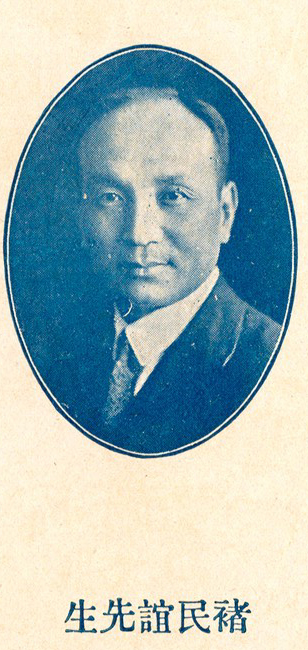
褚民誼
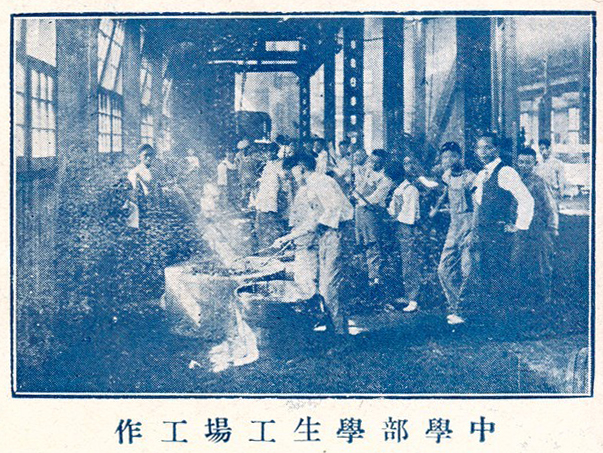
國立勞動大學中學部學生工場工作-001
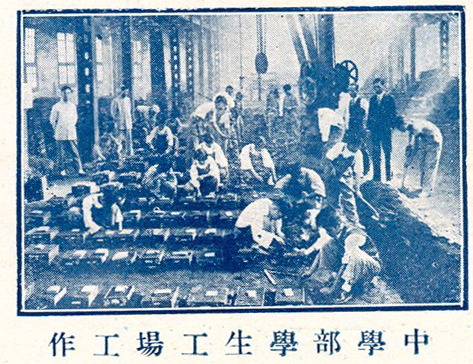
國立勞動大學中學部學生工場工作-002
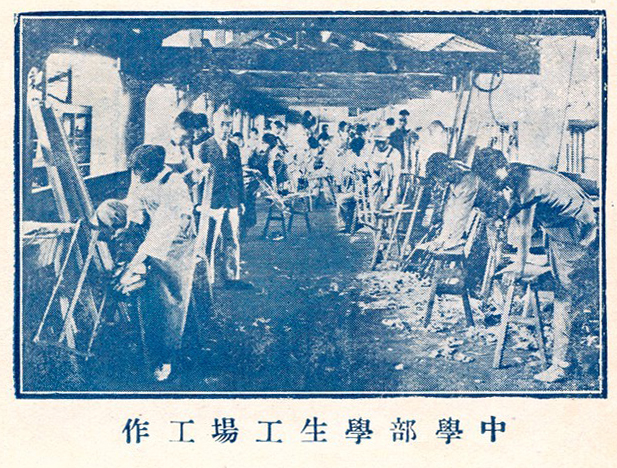
國立勞動大學中學部學生工場工作-003
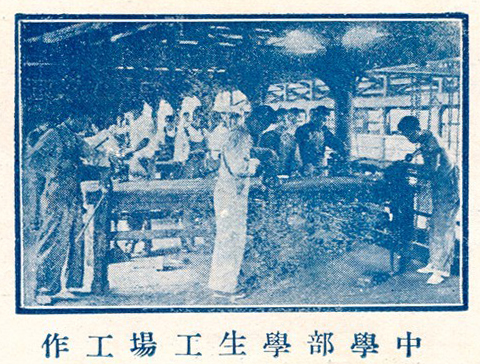
國立勞動大學中學部學生工場工作-004
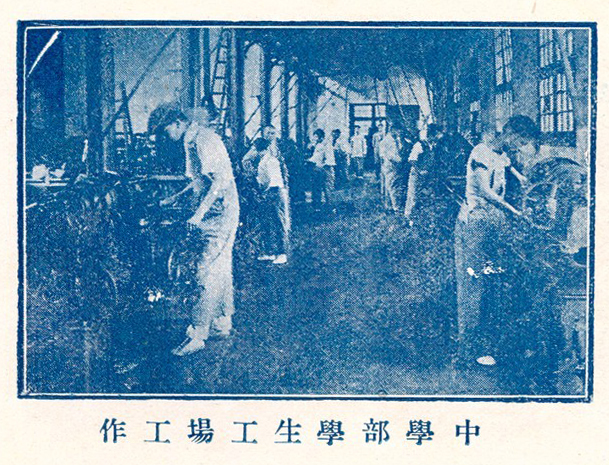
國立勞動大學中學部學生工場工作
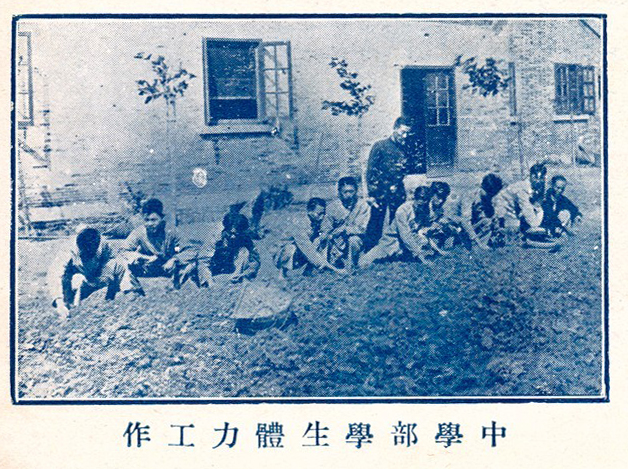
國立勞動大學中學部學生體力工作
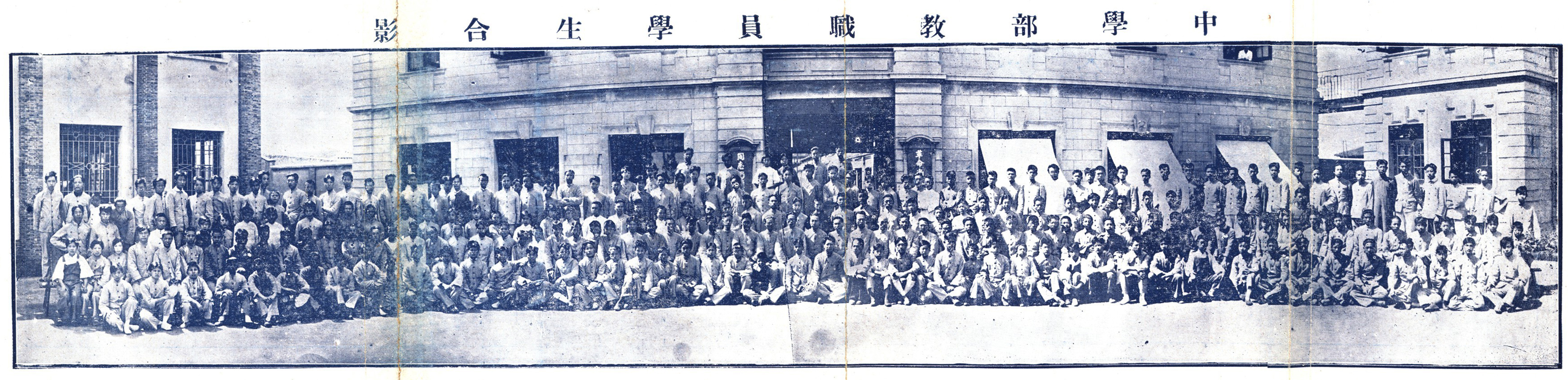
國立勞動大學中學部教職員學生合影
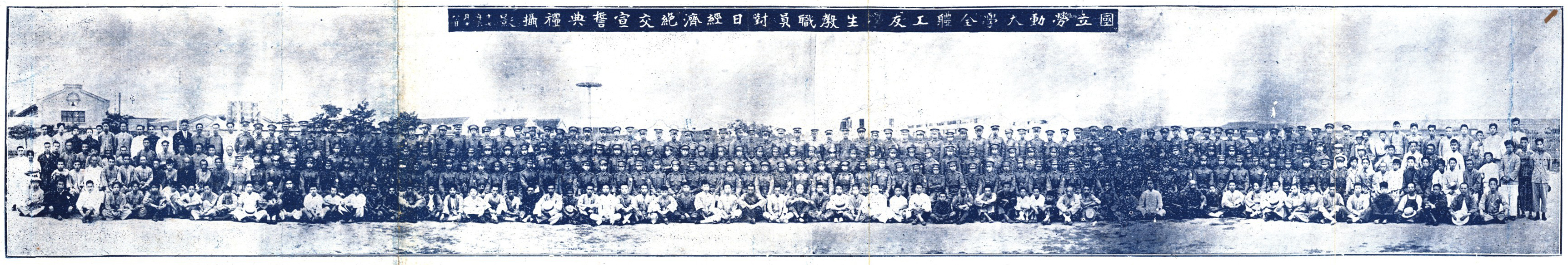
國立勞動大學全體工友學生教職員對日經濟絕交宣誓典禮攝影
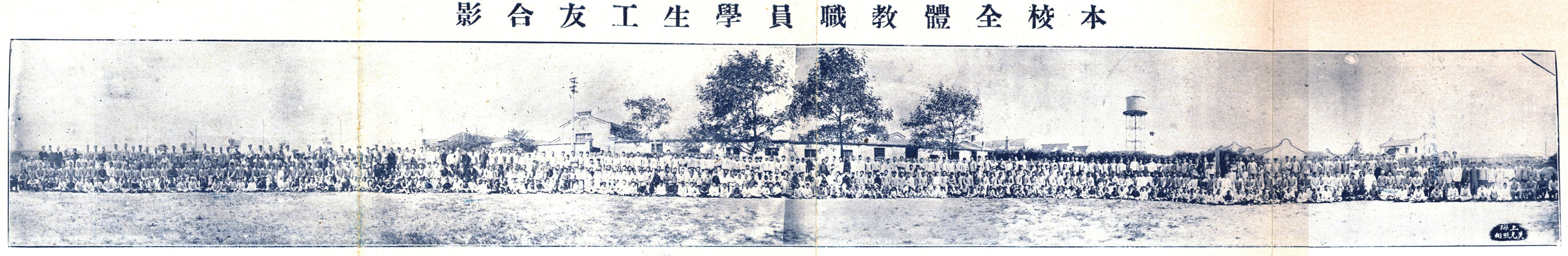
國立勞動大學全體教職員學生工友合影
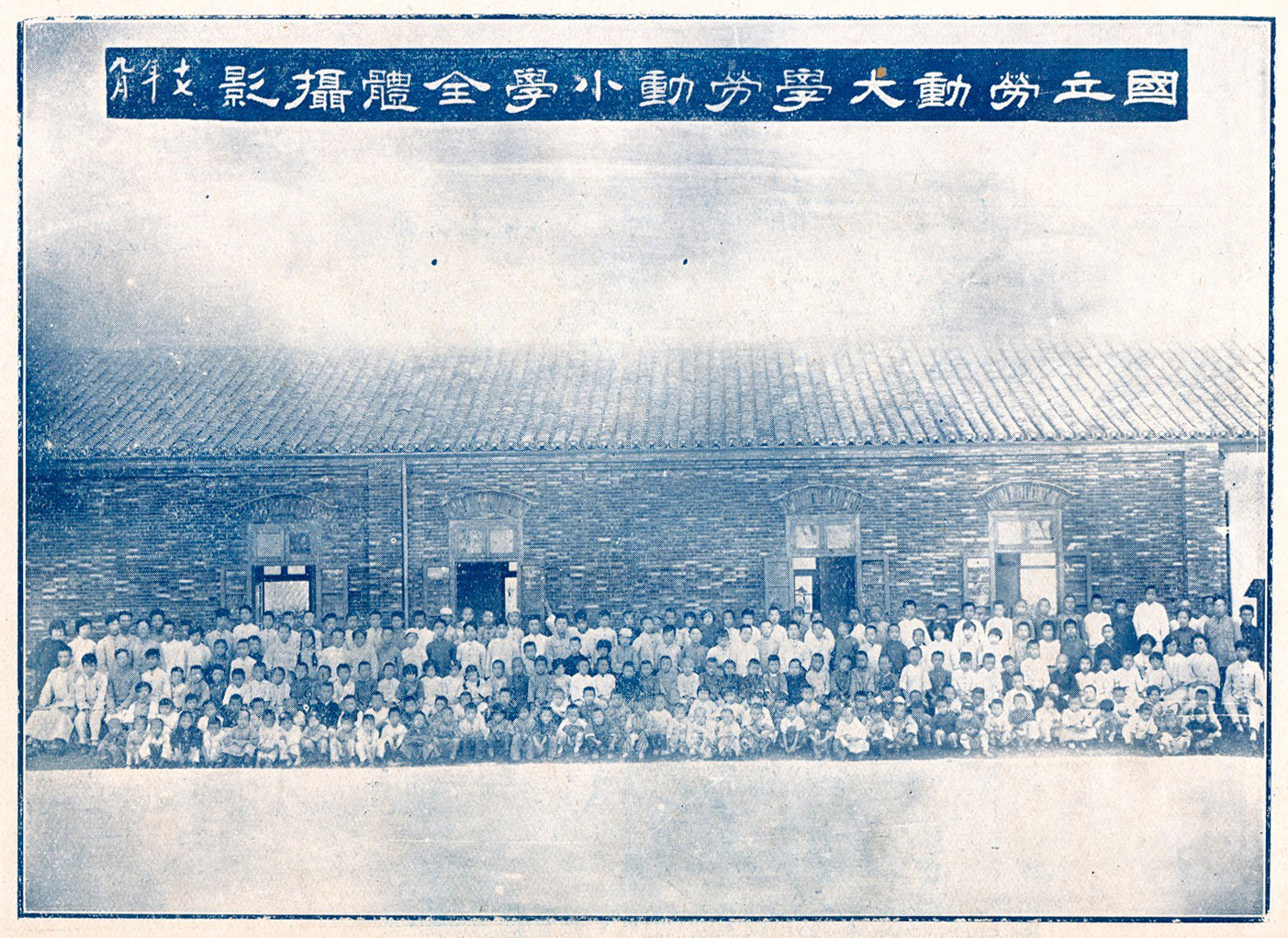
國立勞動大學勞動小學全體攝影十七年九月
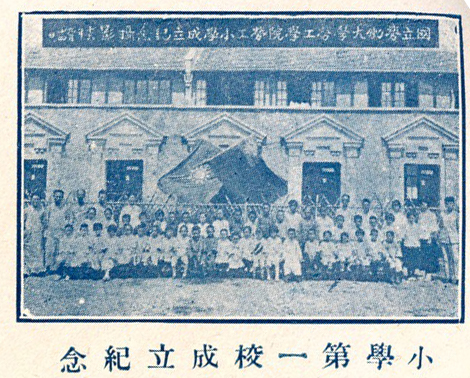
國立勞動大學勞工學院勞工小學成立紀念
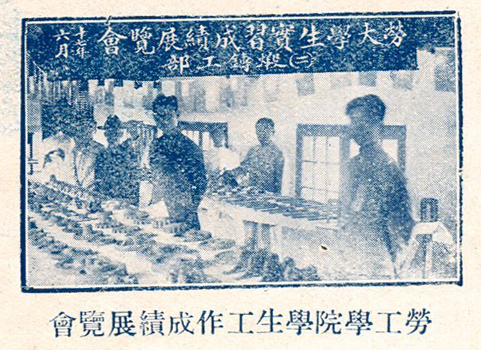
國立勞動大學勞工學院學生實習成績展覽會鍛鑄工部十七年六月
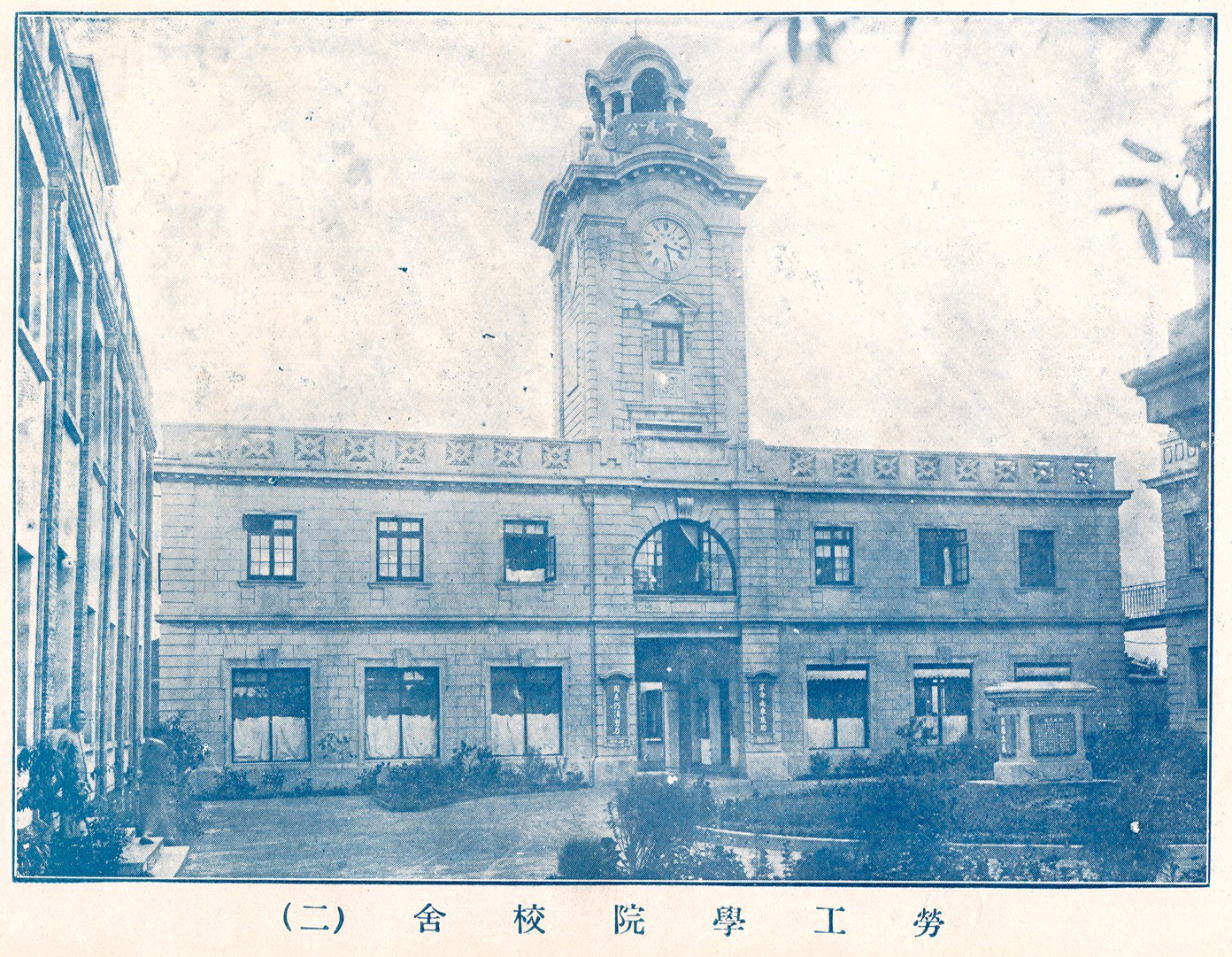
國立勞動大學勞工學院校舍-001
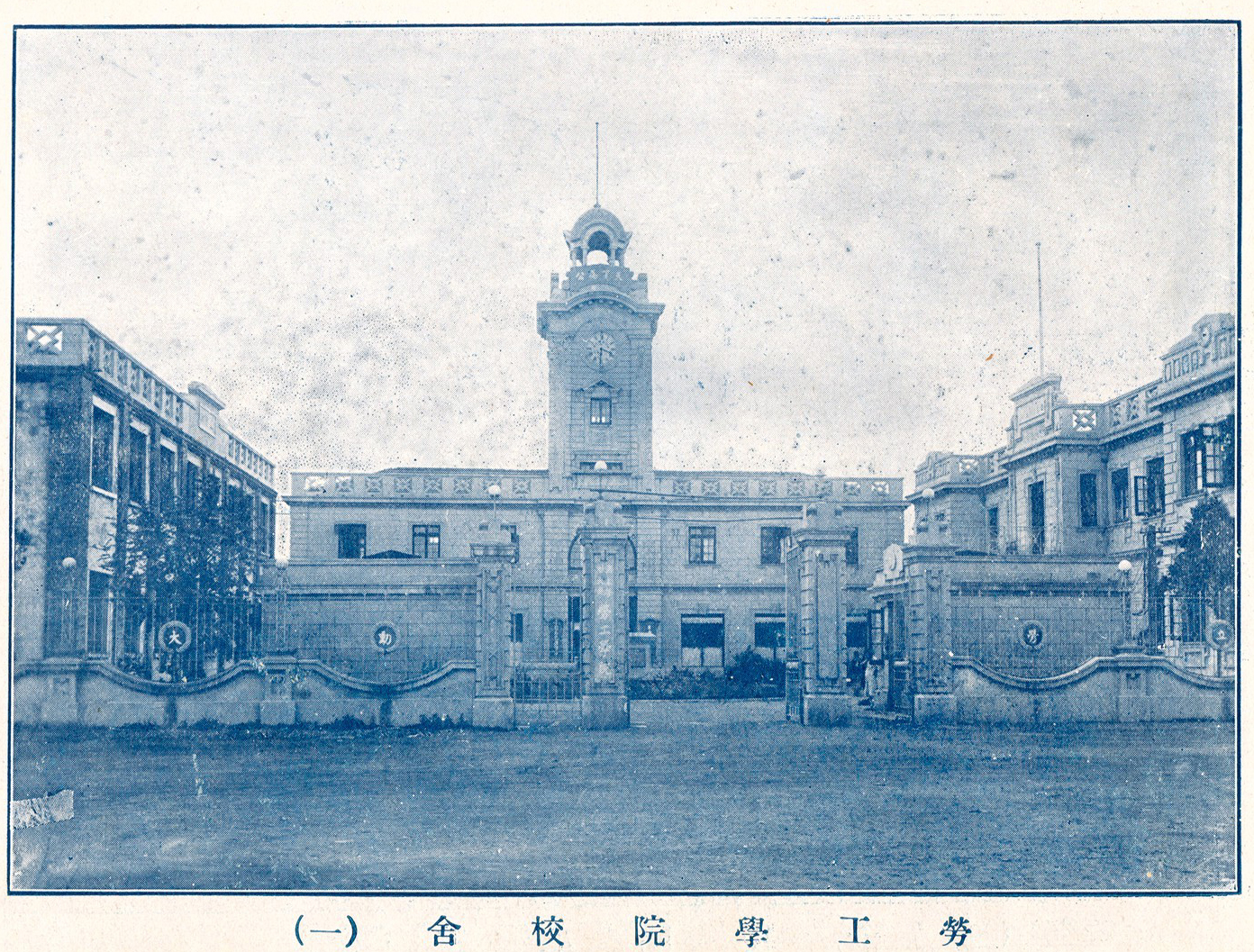
國立勞動大學勞工學院校舍
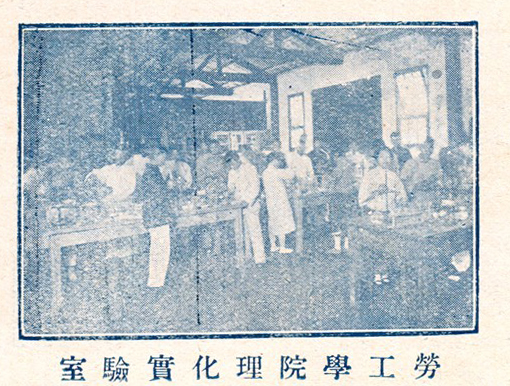
國立勞動大學勞工學院理化實驗室
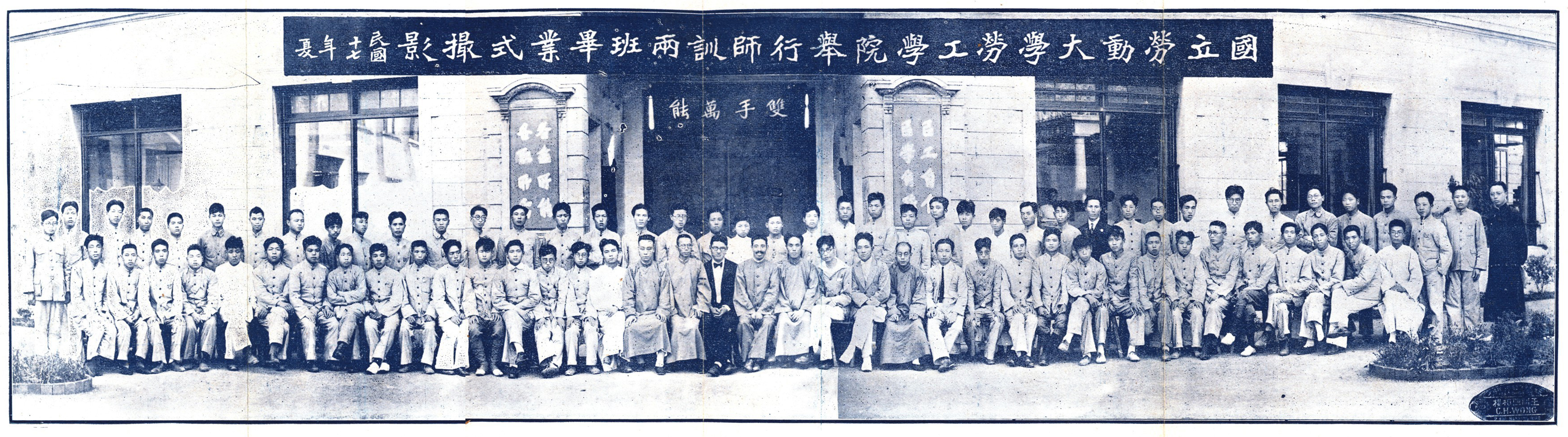
國立勞動大學勞工學院舉行師訓兩班畢業式攝影民國十七年夏
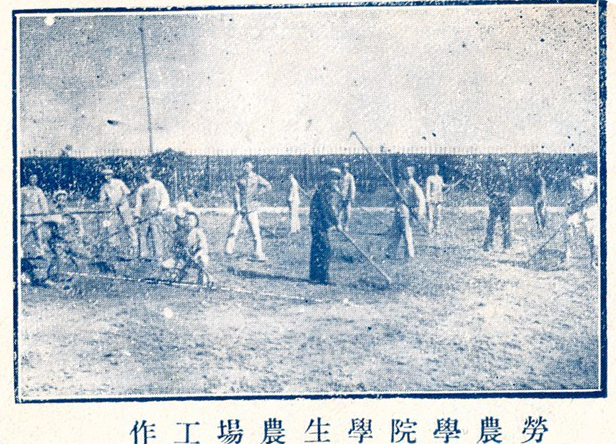
國立勞動大學勞農學院學生農場工作-001
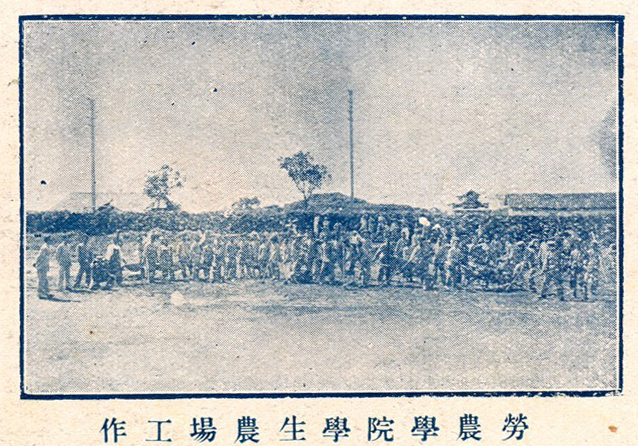
國立勞動大學勞農學院學生農場工作-002
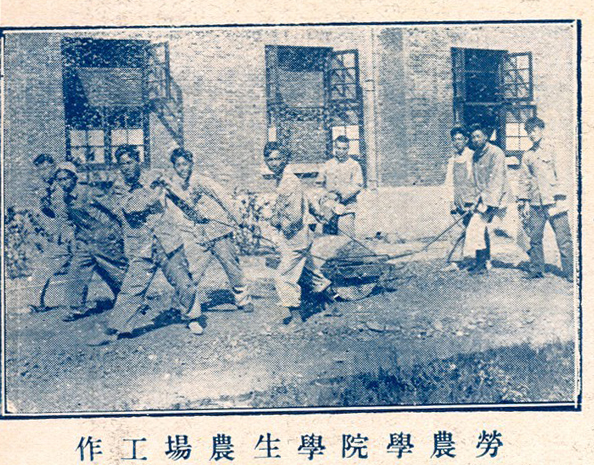
國立勞動大學勞農學院學生農場工作-003
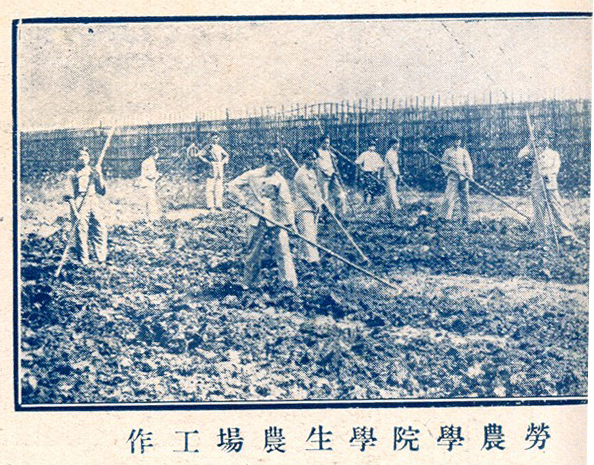
國立勞動大學勞農學院學生農場工作-004
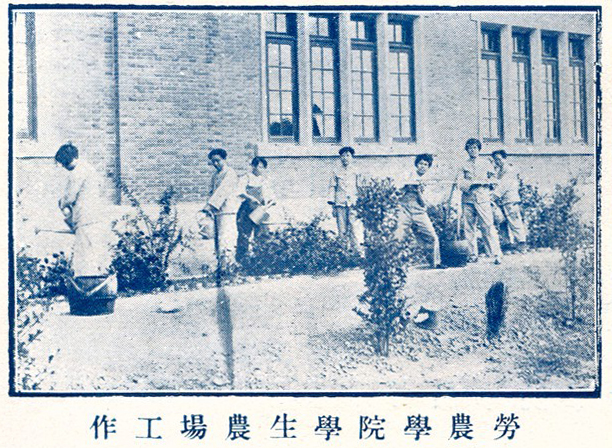
國立勞動大學勞農學院學生農場工作-005
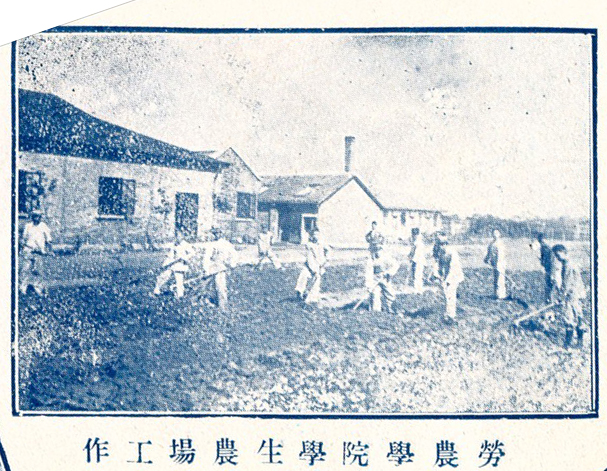
國立勞動大學勞農學院學生農場工作
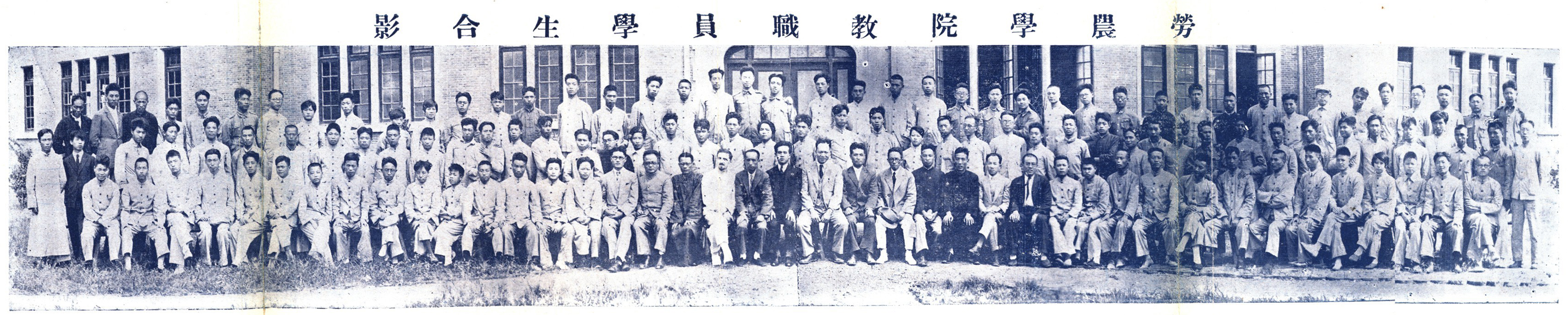
國立勞動大學勞農學院教職員學生合影
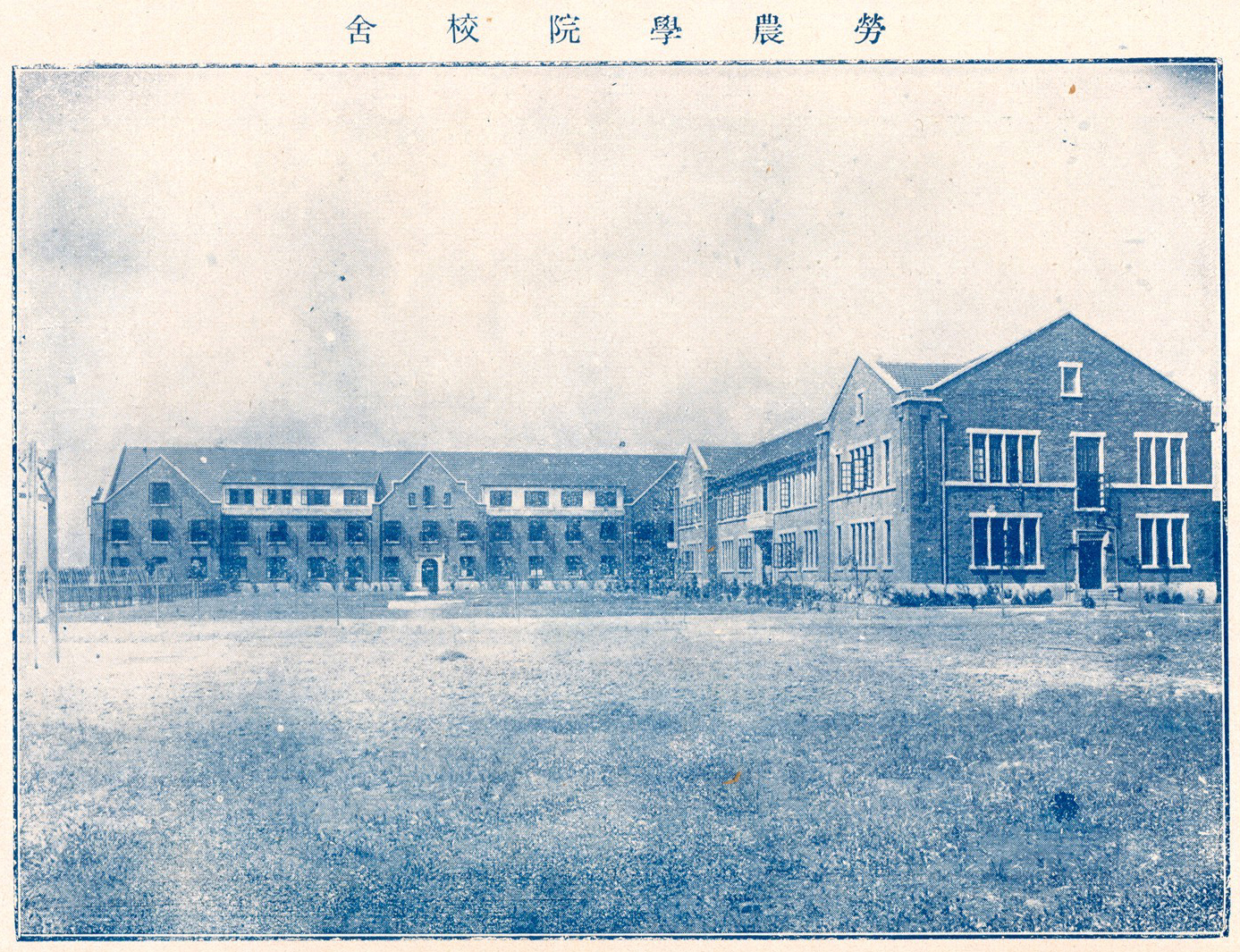
國立勞動大學勞農學院校舍
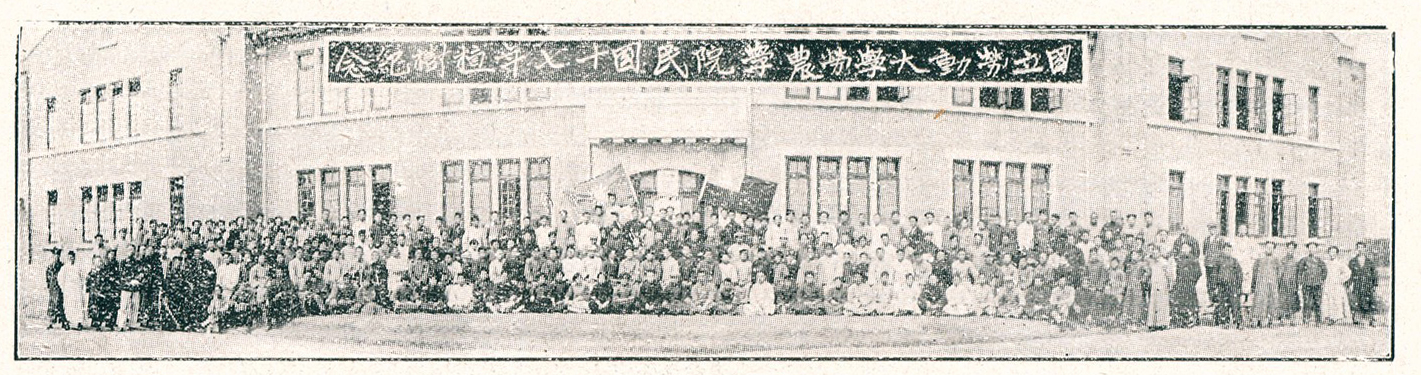
國立勞動大學勞農學院民國十七年植樹紀念
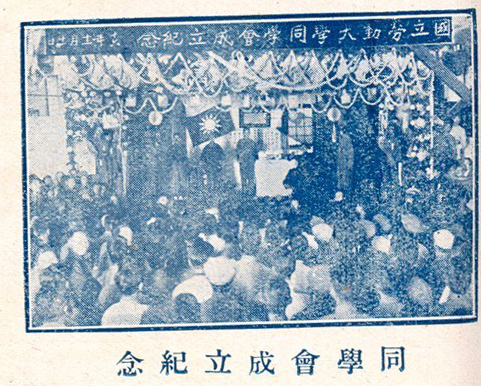
國立勞動大學同學會成立紀念
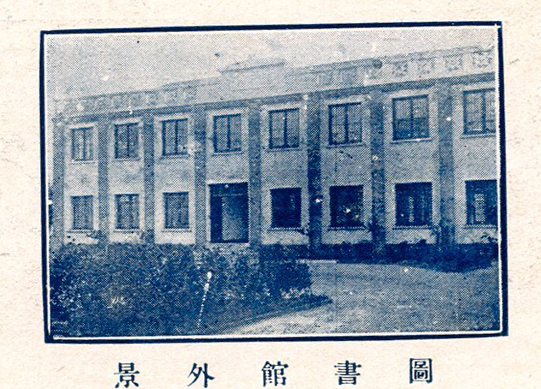
國立勞動大學圖書館外景
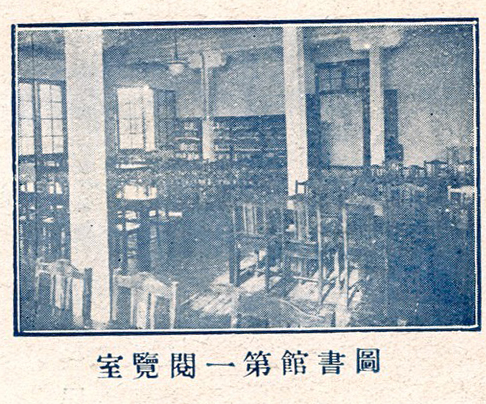
國立勞動大學圖書館第一閱覽室
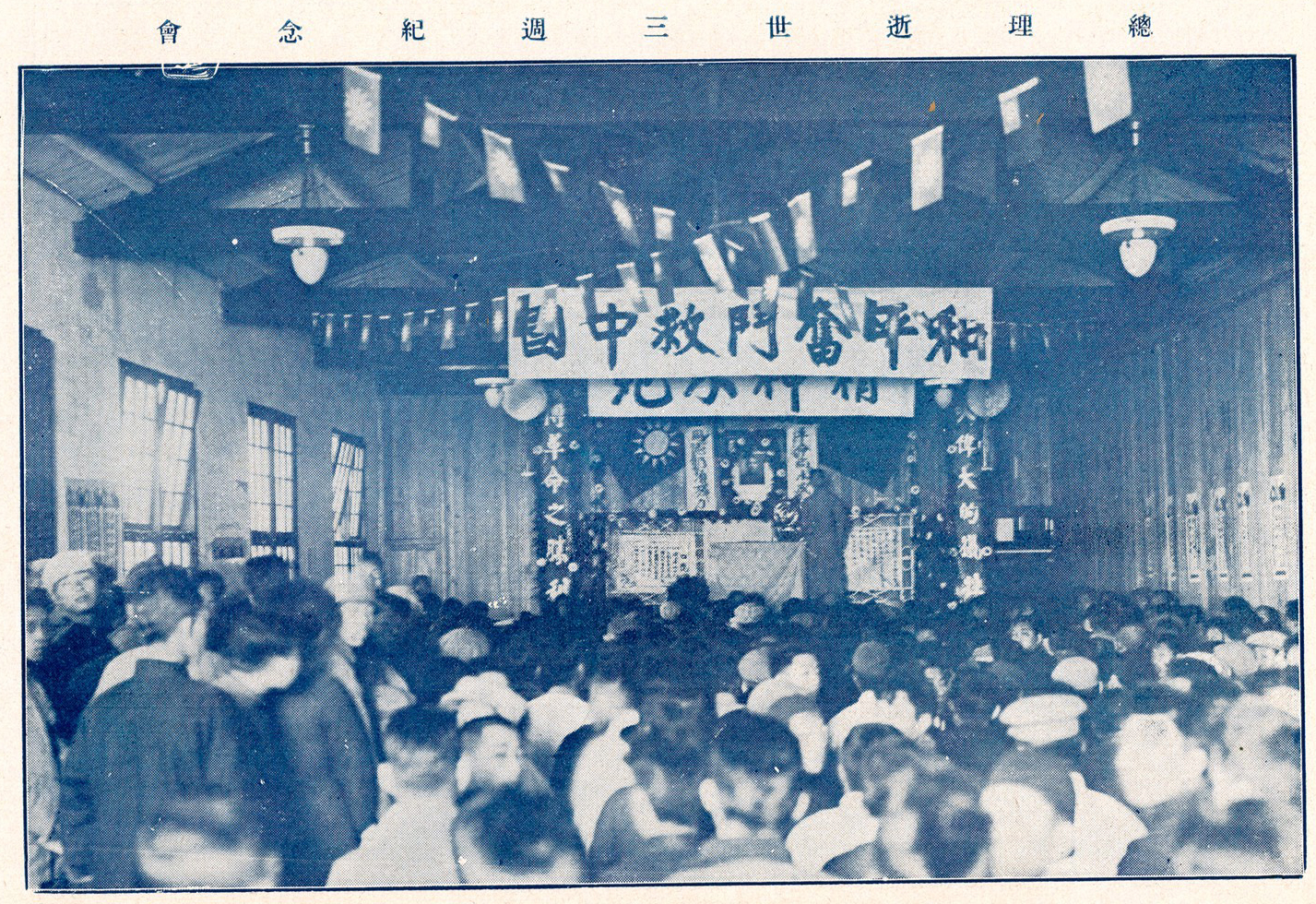
國立勞動大學孫文逝世三週年紀念會
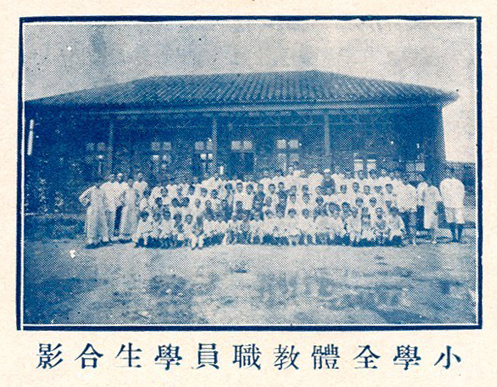
國立勞動大學小學全體教職員學生合影
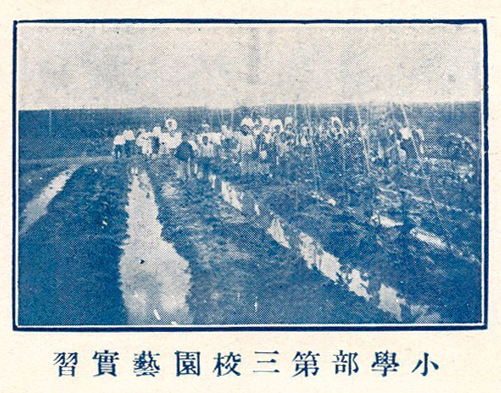
國立勞動大學小學部第三校園藝實習
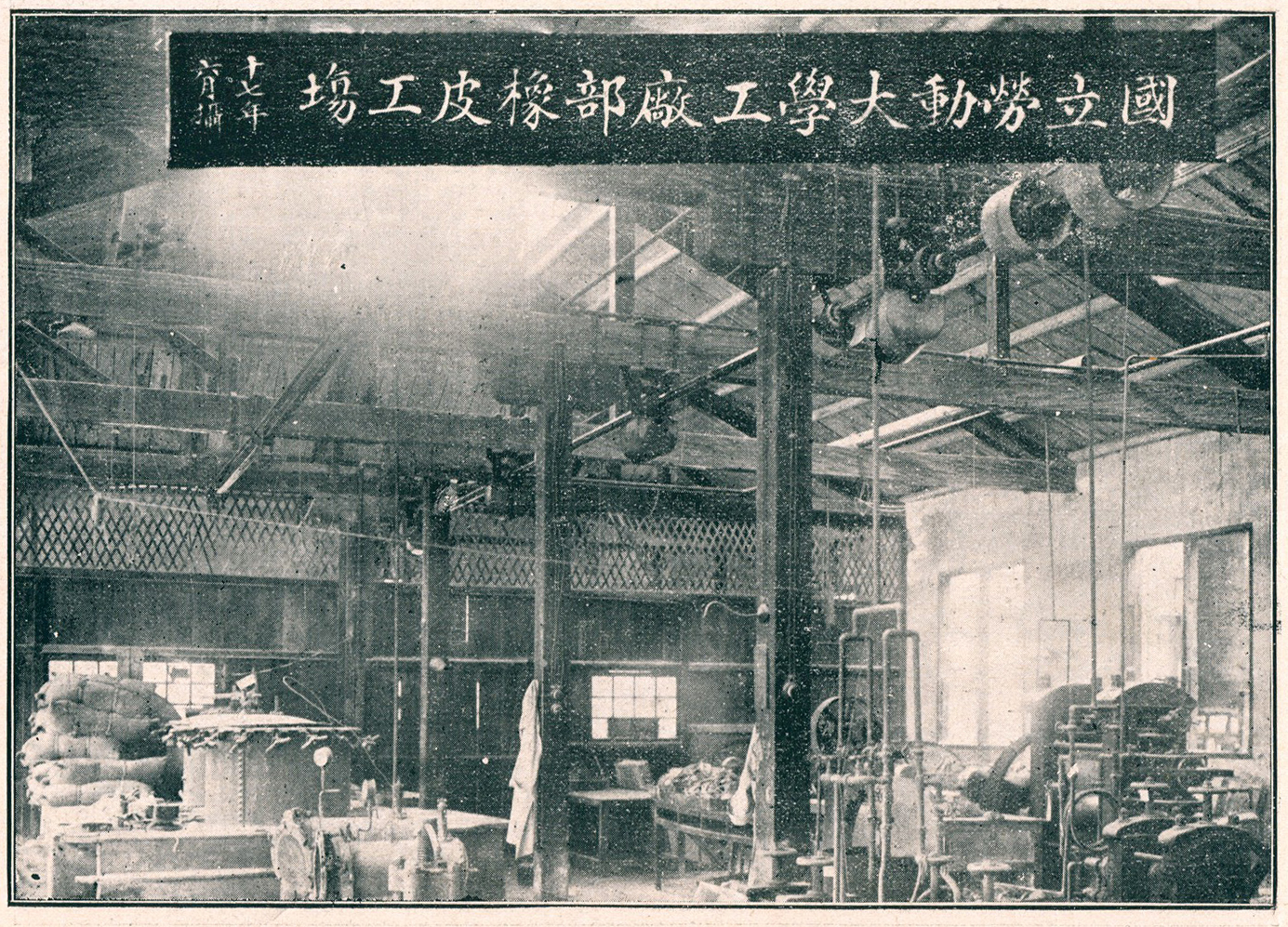
國立勞動大學工廠部橡皮工場十七年六月
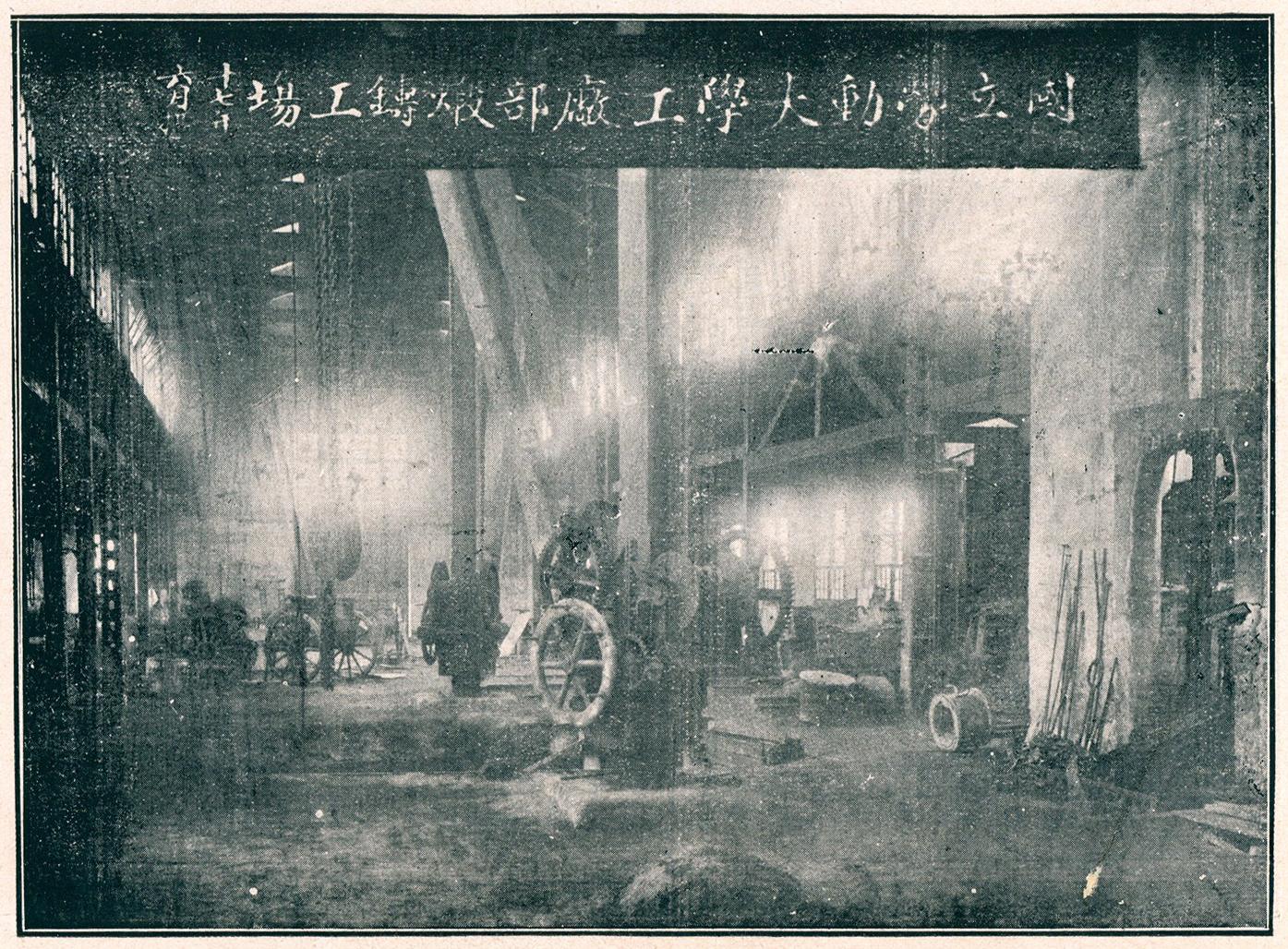
國立勞動大學工廠部鍛鑄工場十七年六月
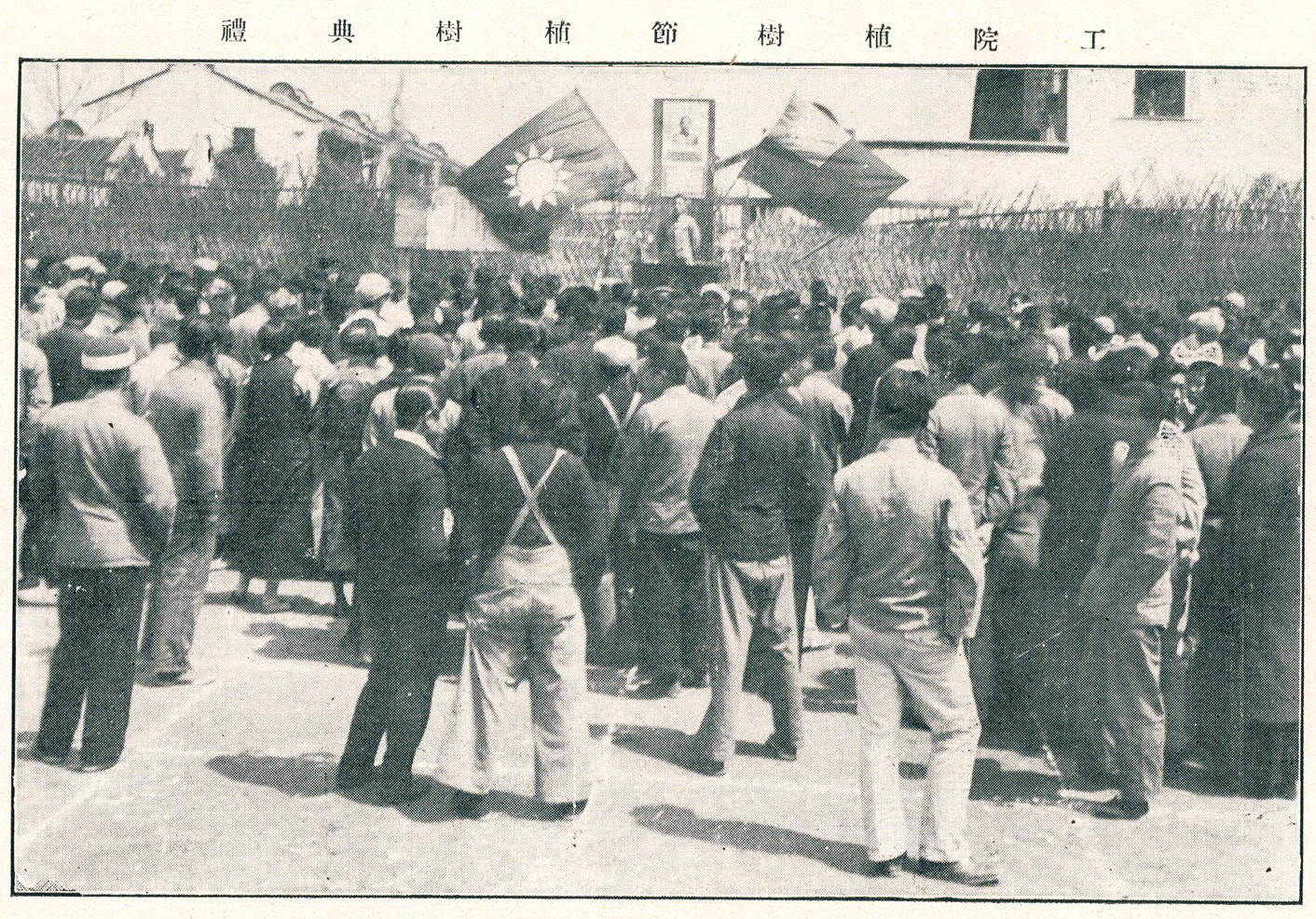
國立勞動大學工院植樹節植樹典禮
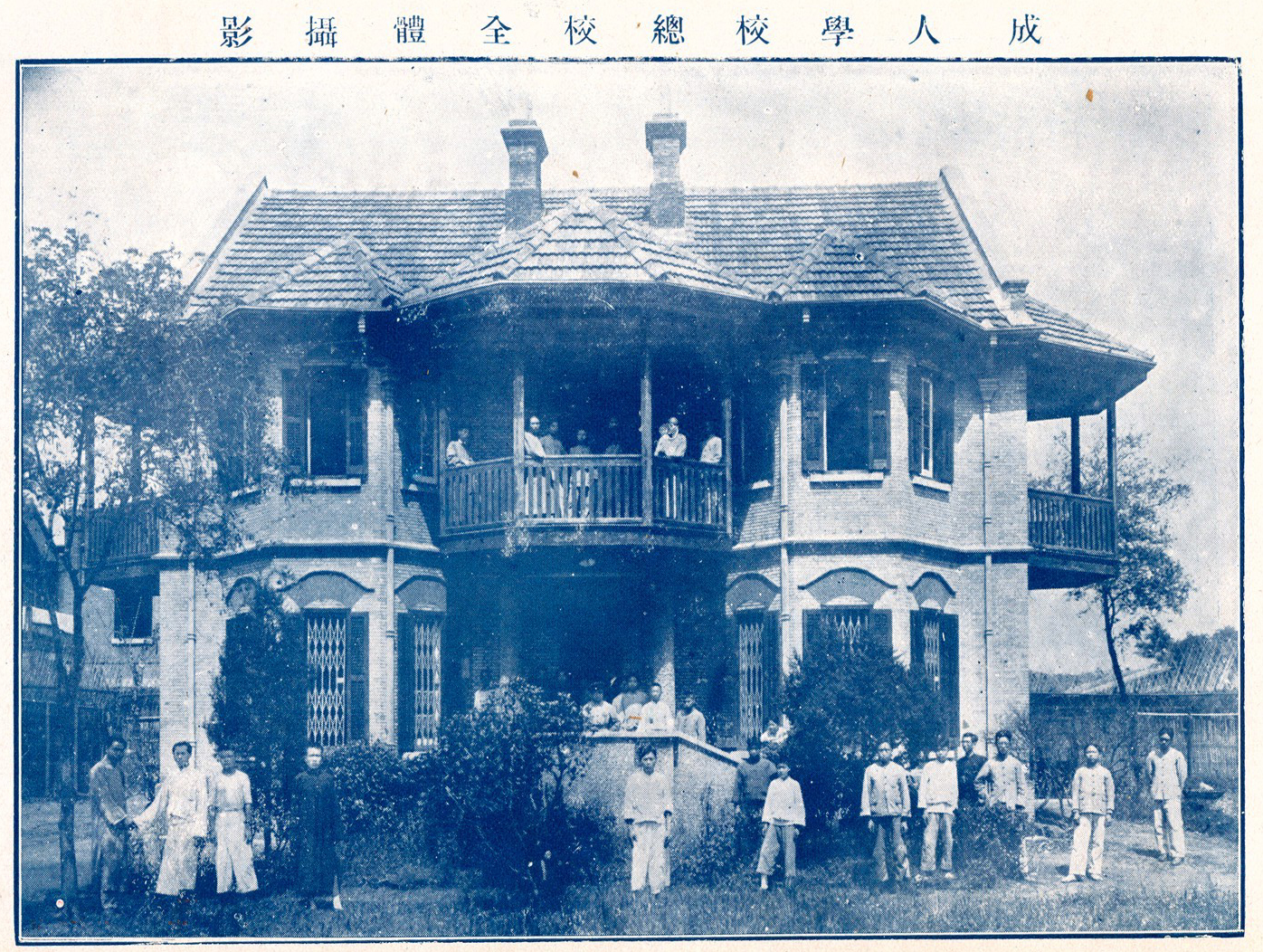
國立勞動大學成人學校總校全體攝影
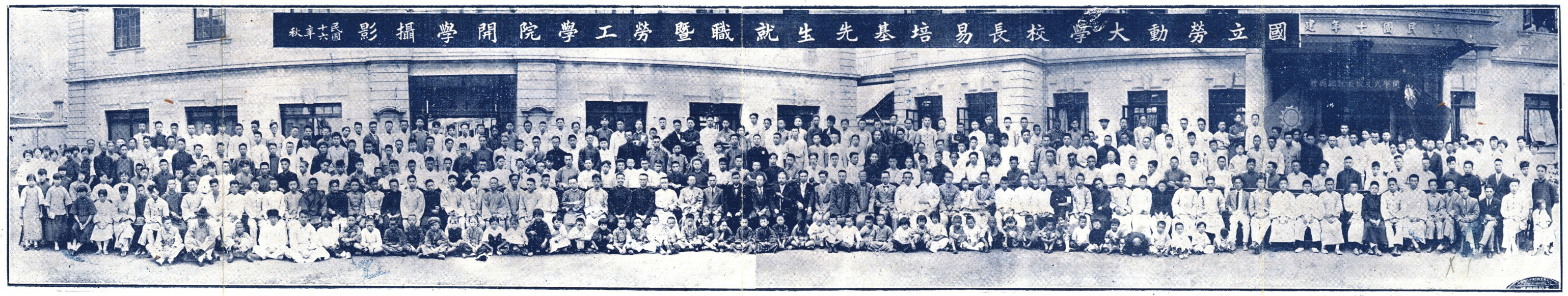
國立勞動大學校長易培基先生就職暨勞工學院開學攝影民國十六年秋
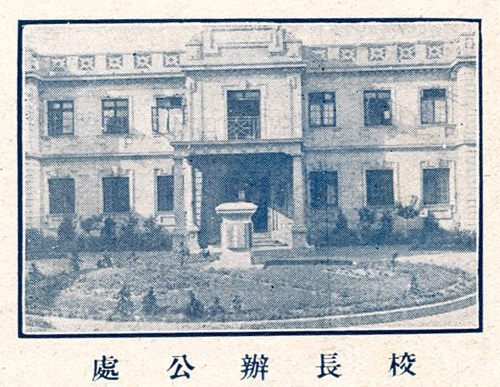
國立勞動大學校長辦公處
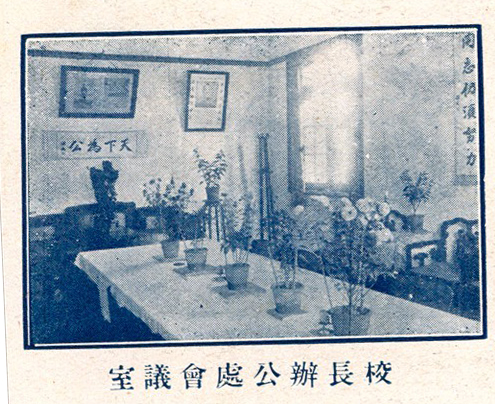
國立勞動大學校長辦公處會議室
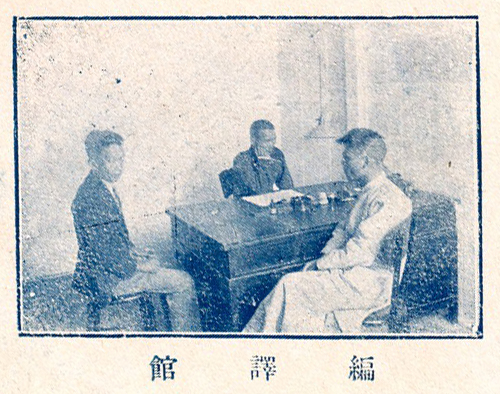
國立勞動大學編譯館
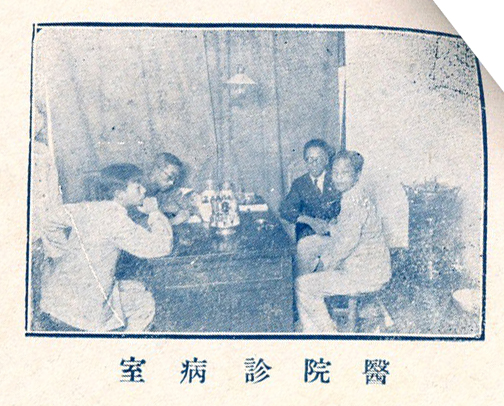
國立勞動大學醫院診病室
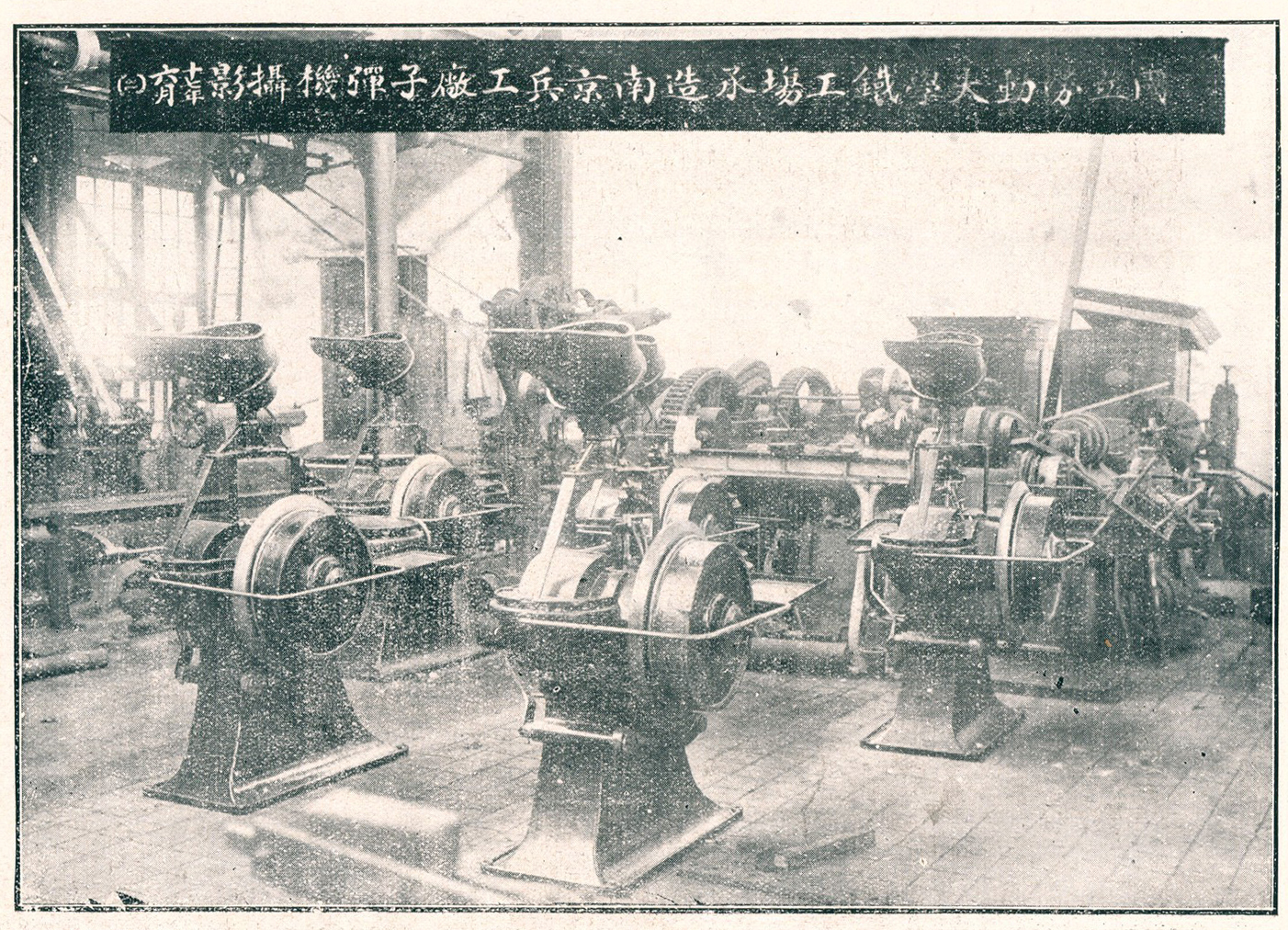
國立勞動大學鐵工場承造南京兵工廠子彈機攝影十七年六月-001
國立勞動大學鐵工場承造南京兵工廠子彈機攝影十七年六月
國立勞動大學附設勞動小學第二校成立紀念